# Susanne Sundfør (album)
| Recensione | Giudizio |
| ---------- | -------- |
| Dagbladet  |          |

Susanne Sundfør è l'album di debutto della cantautrice norvegese Susanne Sundfør, pubblicato il 19 marzo 2007. È rimasto per 23 settimane nella top40 degli album più venduti in Norvegia.
Nel 2008 la EMI Music ha pubblicato Take One, album in cui vengono reinterpretati i brani di Susanne Sundfør (ad eccezione di Marocco) in versione più minimale (piano e voce o chitarra acustica e voce).

## Tracce
Testi e musiche di Susanne Sundfør, eccetto dove indicato.
1. I Resign – 4:20
2. The Waves – 0:55
3. Dear John – 3:17
4. Walls – 4:23
5. Gravity – 4:25
6. Moments – 4:36
7. The Dance – 3:23 (musica: Janemil Kolstø)
8. Marocco (feat. Odd Martin Skålnes) – 4:33
9. Torn To Pieces (On Roses) – 3:16 (musica: Janemil Kolstø)
10. Day Of The Titans – 5:02
11. After You Left – 12:00

In realtà After You Left  dura 1:55, ma contiene una traccia fantasma a seguito di vari minuti di silenzio: la versione strumentale di The Dance.

## Formazione
- Susanne Sundfør: voce, pianoforte, chitarra acustica in The Dance
- Odd Martin Skålnes: voce aggiuntiva in Marocco
- Tommy Kristiansen: chitarra acustica in I Resign, Dear John, Walls e Marocco
- Morten Qvenild: sintetizzatore in Torn To Pieces (On Roses) e Day Of The Titans, autoharp in Day Of The Titans
- Vemund Stavenes: basso elettrico in I Resign, Dear John, Marocco e Day Of The Titans
- Jonny Sjo: basso elettrico in Walls, Moments, The Dance e Torn To Pieces (On Roses)
- Ivar Thormodsæter: batteria
- Angi Harley, Espen Lilleslåtten, Hillary Foster, Judith Starr, Julia Dibley, Siv Grønnli, Tor Jaran Apold, Ursula Muhlberger: violini
- Bergmund Waal Skaslien, Hans Gunnar Hagen: viole
- Ben Nation, Johan Sebastian Blum: violoncelli
- Johan Sebastian Blum: assolo di violoncello in Marocco
- Jarle Bernhoft: voci di sottofondo
- Eivind Buene: arrangiamento e conduzione degli archi
- Erlend Fauske: registrazione degli archi
- Geir Luedy: produzione, battimani, chitarra elettrica in Marocco
- Hans Petter Aaserud: missaggio, co-produzione in The Walls e Marocco, battimani in Moments
- Espen Berg: mastering

## Classifiche
| Classifica | Posizione massima |
| ---------- | ----------------- |
| Norvegia.  | 3                 |